# Clemente Candiani
Clemente "Tino" Candiani (Busto Arsizio, 4 gennaio 1931) è un ex calciatore e allenatore di calcio italiano.

## Carriera
Di ruolo mediano sinistro, inizia la sua carriera a 14 anni nei Giovanissimi della Pro Patria, dove gioca fino ai 22 anni.
Nel campionato 1952/1953 si guadagna un posto in prima squadra, ed esordisce in serie A, disputando due partite contro Sampdoria e Udinese.
Dopo un anno all'Empoli, si trasferisce al Siena nel 1955, dove resta per 4 stagioni. Qui,  l'8 Luglio 1956 sigla, con un rigore nel secondo tempo, il 3-1 contro la Reggiana, sancendo al Siena lo scudetto di IV Serie. Ad oggi rientra tra gli "Alfieri" della Robur, ovvero i primi 40 giocatori come presenze nel Siena.
In seguito gioca per un anno al Poggibonsi e uno all'Akragas, prima di ritirarsi dal calcio giocato.